# Microsoft Project
 Microsoft Project  és un programa de la suite Microsoft Office utilitzat per a la gestió de projectes.
Microsoft Project (o MSP) és un programari d'administració de projectes dissenyat, desenvolupat i comercialitzat per Microsoft per assistir administradors de projectes en el desenvolupament de plans, assignació de recursos a tasques, donar seguiment al progrés, administrar pressupost i analitzar càrregues de treball.
El programari Microsoft Office Project en totes les seves versions (la versió 2010 és la més recent) és útil per a la gestió de projectes, aplicant procediments descrits en el PMBOK (Management Body of Knowledge) del PMI (Project Management Institute).

## Història
La primera versió del programari va ser llançada per a sistema operatiu de disc el 1984 per una companyia que treballava per a Microsoft. Microsoft en va adquirir tots els drets el 1985 i va publicar la versió 2. La versió 3 per DOS va seguir el 1986. La versió 4 per DOS va ser l'última versió per a aquest sistema operatiu, llançada el 1987. La primera versió per a Windows va publicar-se el 1990. Una dada interessant és que la primera versió per DOS va introduir el concepte de «línies de dependència» (link lines) entre tasques al diagrama de Gantt. Encara que aquest programari es consideri com a membre de la família Microsoft Office fins ara mai no havia estat inclòs en cap de les edicions d'Office. Està disponible en dues versions, Standard i Professional.
Una versió per a Macintosh va ser estrenada el juliol de 1991 i el seu desenvolupament va continuar fins al 1993. De 1994 a 1998, Microsoft va aturar el desenvolupament per a la majoria de les aplicacions MacEl 1997 va crear del nou Microsoft Macintosh Business Unit (MacBU) que el 1998 va llançar una versió actualitzada per Project. La versió anterior de 1993 no és executada nativament en Mac OS X.
Van publicar-se actualitzacions i versions noves el 1992 (v3), 1993 (v4), 1995, 1998, 2000, 2002, 2003, 2007 i 2010.
L'aplicació crea un calendari de rutes crítiques, a més de cadenes crítiques i metodologia d'esdeveniments en cadena disponibles com extensions de tercers. Els calendaris poden ser resource level, i els gràfics visualitzats en un Diagrama de Gantt. Addicionalment, pot reconèixer diferents classes d'usuaris, els quals poden comptar amb diferents nivells d'accés a projectes, vistes i altres dades. Els objectes personalitzables com calendaris, vistes, taules, filtres i camps, són emmagatzemats en un servidor que comparteix la informació amb tots els usuaris.
Microsoft Project i Project Server són peces angulars del Microsoft Office Enterprise Project Management (EPM). Microsoft va revelar que les futures versions de Microsoft Project comptaran amb Interfície d'usuari fluida.